# Photeros
Photeros is een geslacht van kreeftachtigen uit de klasse van de Ostracoda (mosselkreeftjes).

## Soorten
- Photeros annecohenae (Torres & Morin, 2007)
- Photeros graminicola (Cohen & Morin, 1989)
- Photeros jamescasei Cohen & Morin, 2010
- Photeros johnbucki Cohen & Morin, 2010
- Photeros mcelroyi Cohen & Morin, 2010
- Photeros morini (Torres & Cohen, 2005)
- Photeros parasitica (Wilson, 1913)
- Photeros shulmanae (Cohen & Morin, 1986)